# Бранці небес
Бранці небес (англ. Heaven's Prisoners) — американський трилер 1996 року.

## Сюжет
Колишній детектив поліції Дейв Робішо, звільнений за пияцтво, і його дружина Енні намагаються почати нове життя, керуючи невеликим магазинчиком в передмісті Нового Орлеана. Одного разу вони бачать катастрофу літака і, прибувши на місце його падіння, встигають врятувати єдину, що залишилася в живих, маленьку дівчинку, уродженку Сальвадора. Вони залишають дівчинку у себе, але з цього моменту їхнє спокійне й розмірене життя круто змінюється. Прихід до них додому детектива з відділу по боротьбі з наркотиками Міноса Дотріва знову пробуджує у Дейва слідчий інстинкт. Він починає цікавитися, що трапилося з рештою пасажирів літака і хто вони були. Незабаром сім'я Робішо опиняється в небезпеці, і Дейву нічого іншого не залишається, як звернутися за інформацією до свого друга дитинства Буббу Роке, який став великим наркоторговцем, щоб той з'ясував, хто загрожує його родині.

## У ролях
| Актор                 | Роль              |
| --------------------- | ----------------- |
| Алек Болдвін          | Дейв Робішо       |
| Келлі Лінч            | Енні Робішо       |
| Мері Стюарт Мастерсон | Робін Гаддіс      |
| Ерік Робертс          | Бубба Роке        |
| Тері Гетчер           | Клодетт Роке      |
| Вонді Кертіс-Голл     | Мінос П. Дотріеве |
| Баджа Джола           | Батист            |
| Саманта Лагпасан      | Алафейр           |
| Джо Вітереллі         | Діді Джианкано    |
| Так Мілліган          | Джеррі Фелгот     |
| Готорн Джеймс         | Віктор Ромеро     |
| Дон Старк             | Едді Кітс         |